# Herminia biumbralis
Herminia biumbralis là một loài bướm đêm trong họ Noctuidae.